# Фронт (войсковое объединение)

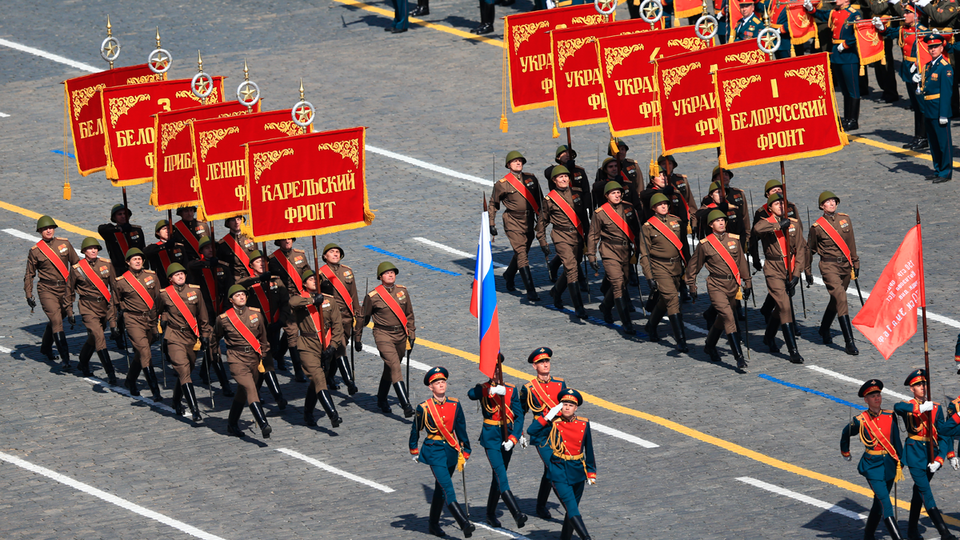
Штандарты фронтов РККА на Параде в честь 70-летия Великой Победы, Москва, Красная площадь, 9 мая 2015 года.

Фронт (лат. frons «лоб», передняя сторона) — временное формирование, высшее (до 1935 года) оперативно-стратегическое объединение войск (сил) вооружённых сил на континентальном театре военных действий (ТВД), предназначенное для проведения стратегических операций по уничтожению крупных вражеских группировок либо обороны жизненно важных территорий.
Фронт как правило сформировывается (разворачивается) на базе военного округа вооружённых сил государства, и предназначен для выполнения оперативных и оперативно-стратегических задач на одном из стратегических или на нескольких операционных направлениях и выполняет их путём проведения операций и военных (боевых) действий, как правило во взаимодействии с соседними фронтами (военными округами) или с объединениями и соединениями входящими в их состав, может также взаимодействовать с объединениями и соединениями видов вооружённых сил государства или союзников, или действует самостоятельно. В военном деле России, в рабочих документах, применяется сокращение — Ф (пример: Дальневосточный фронт — ДВФ). Фронтом командует высший офицер в должности командующий войсками фронта (КВФ), в ВС СССР штатная категория должности КВФ — генерал армии.
Зачастую фронтом некоторые называют театр войны или театр военных действий, например, Восточный фронт Первой мировой войны.

## История
Ранее, в тактике (др.-греч. τακτικός «относящийся к построению войск», от τάξις «строй и расположение») как и сейчас словом «фронт» называлась лицевая сторона военного (боевого) построения войска, позднее в военном деле России, в стратегии (др.-греч. στρατηγία — иску́сство полково́дца) понятие «фронт» стало использоваться в качестве значительно территориально рассредоточенной и сложно-подчинённой группы войск (сил), и применялось уже во время Русско-турецкой войны 1877—1878 годов (Западный, Южный и Восточный фронты) и позднее в Первой и Второй мировых войн, а также в Красной армии (РККА) во время Гражданской войны. «Фронты» в СССР и России также несколько раз образовывались из состава военных округов при проведении масштабных военных учений.
В зарубежных военных традициях понятию «фронт» примерно соответствуют германская «Группа армий» (нем. Heeresgruppe, Armeegruppe) и англосаксонская «Армейская группа» (англ. Army group).
Силы, сосредоточиваемые для проведения масштабной локальной операции[уточнить] (например, в ходе афганской кампании, подавления сепаратистского сопротивления в Чечне, исполнения миротворческого мандата в Южной Осетии) обычно именуются «группировкой». Для войсковых объединений ВС СССР, присутствующих в мирное время на территории иностранных государств применяется наименование «группа войск» (ГСВГ, ЦГВ, и так далее).
В Русско-турецкой войне, 1877 — 1878 годов:
- Западный фронт;
- Южный фронт;
- Восточный фронт[3].

А в некоторой литературе упомянуты иные наименования:
- Балканский фронт;
- Кавказский фронт.

В Первой мировой войне:
Северо-Западный фронт (1914—1915)
Северный фронт (1915—1918)
Западный фронт (1915—1918)
Юго-Западный фронт (1914—1918)
Румынский фронт (1916—1918)
Кавказский фронт — (1914—1918)
17 мая 1935 года было радикально изменено военно-административное деление в РККА: в связи с возрастающей угрозой вооружённой агрессии против СССР старая мобилизационная доктрина РККА и её структуры были признаны не отвечающей потенциальным военным угрозам для СССР. И поэтому вместо 8 военных округов (ВО) и двух отдельных армий (ОА) создавали 13 военных округов — Московский, Ленинградский, Белорусский, Киевский, Харьковский, Северо-Кавказский, Закавказский, Средне-Азиатский, Приволжский, Уральский, Сибирский, Забайкальский и Дальневосточный. Практически во всех военных округах изменился их территориальный состав. Так же помимо бывшего деления ВО на «приграничные» и «внутренние» появилось новое деление на «лобовые» и «тыловые» военные округа. Предполагалось, что «лобовые» (приграничные) округа будут разворачиваться во фронты, а мобилизационный ресурсы «тыловых» (внутренних) округов будут их питать людскими и материальными ресурсами.
В межвоенный период:
- Дальневосточный фронт (1938, 1940—1945);
- Белорусский фронт (1939);
- Украинский фронт (1939);
- Северо-Западный фронт (1940);
- Южный фронт (1940).

Во Второй мировой войне — см. Список фронтов вооружённых сил РККА (1941—1945)

## Состав
Состав фронта зависит от поставленных задач, обстановки, важности и оперативной ёмкости направления, на континентальном театре военных действий где он действует. Обычно в состав фронта входят:
- управление;
- ракетная армия (одна — две);
- армия (пять — шесть);
- танковая армия (одна — две);
- ВВС фронта (воздушная армия (одна — две));
- армия ПВО;
- отдельные соединения и части различных родов войск и специальных войск фронтового подчинения;
- соединения, части и учреждения оперативного тыла.

Фронт может усиливаться соединениями и частями других родов войск (сил) видов вооружённых сил и резерва Верховного Главнокомандования.